# Metalexportimport
Metalexportimport S.A. este o companie românească înființată în anul 1948, a cărei obiect de activitate este importul, exportul și prelucrarea metalelor.
În iunie 2007, concernul rus Rosatomstroi, parte a grupului Atomstroi a preluat pachetul majoritar de 51% din acțiuni al Metalexportimport, de la mai mulți acționari, pentru suma de 1,5 milioane euro.
În perioada 1988 - 1989, Metalexportimport a înregistrat cele mai spectaculoase valori de export (2 miliarde USD / an, 3 milioane tone laminate oțel și 120 mii tone aluminiu blocuri și laminate).
În iunie 2003, Metalexportimport a preluat 81,3% din acțiunile firmei Fortus, pentru 8 milioane euro.
Din anul 1983, Metalexportimport se judecă cu concernul ThyssenKrupp pe un contract de 48 de milioane de euro, sumă care trebuia plătită ThyssenKrupp pentru livrarea, în anul 1981, a nouă vapoare de tablă laminată groasă.